# Anraku-ji (Ueda)

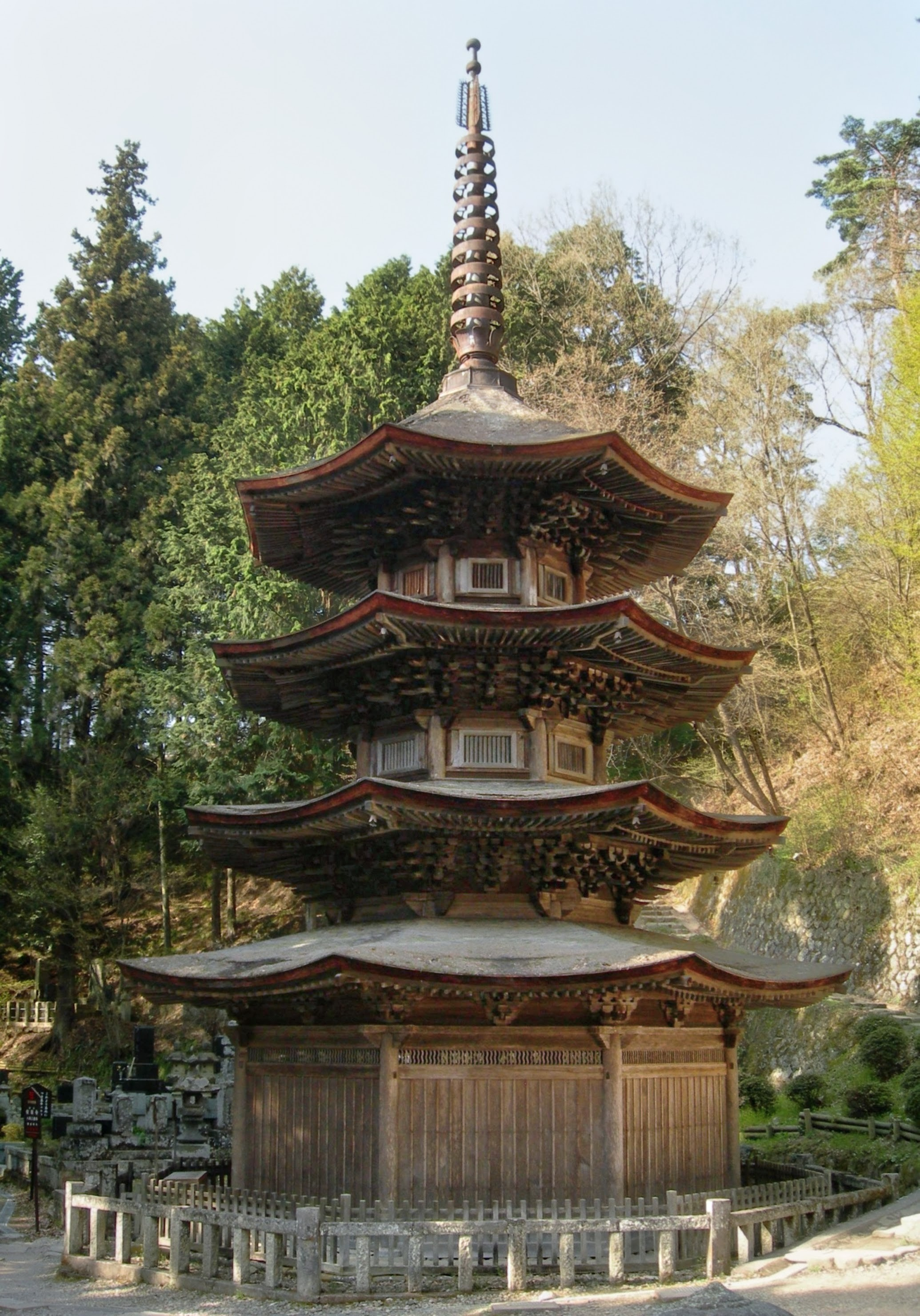
Pagode octogonale à trois étages (trésor national)

Anraku-ji (安楽寺) est un temple bouddhiste de l'école  Sōtō situé à Bessho Onsen, Ueda, préfecture de Nagano au Japon. C'est le plus ancien temple zen de la préfecture. Le bâtiment principal (hon-dō), couvert d'un toit de chaume, est dédié à une image de Sakyamuni entouré de  Manjusri et Samantabhadra comme principal objet de dévotion. Anraku-ji est surtout connu pour disposer de la seule pagode (tō) hexagonale du Japon,.

## Histoire
Au milieu de l'époque de Kamakura (les années 1200), Anraku-ji est le centre d'enseignement dans la province de Shinano, formant de nombreux prêtres avec le soutien du clan Hōjō de Kamakura jusqu'à son renversement en 1333.

## Bâtiments et propriétés culturelles

### Pagode
La pagode a trois étages du temple est la seule pagode hexagonale encore existante au Japon. Érigée à la fin de l'époque de Kamakura  dans le style zenshūyō, son toit inférieur est un mokoshi, toit en pente qui entoure le bâtiment. Ses toits sont couverts de bardeaux faits de cyprès du Japon. L'intérieur comprend un autel bouddhiste octogonal qui, avec la pagode et un munafuda avec des informations sur la construction du bâtiment, a été classé trésor national en 1952.

### Statues de Enin et Isen
Deux statues en bois de prêtres assis sculptées en 1329 par un charpentier du nom de Hyobu sont classées biens culturels importants : L'une représente Enin, prêtre chinois arrivé au Japon avec Shōkoku Isen pour devenir le deuxième abbé d'Anraku-ji; l'autre est celle du prêtre zen Isen, parti étudier en Chine au milieu de l'époque de Kamakura et rentré en 1246 en compagnie de Rankei Doryū, fondateur de Kenchō-ji. Contrairement à d'autres sculptures ultérieures, celles-ci font preuve d'un degré élevé de réalisme. Elles sont consacrées dans le Denpō-dō (伝芳堂).

### Kyōzō
Le temple comprend une bibliothèque bouddhiste construite après 1784. Destinée à entreposer les sūtras copiés par le maître zen Tetsugen Doko et acquises de Mampuku-ji, le bâtiment possède un toit de cuivre. À l'intérieur se trouve une étagère tournante octogonale pour ranger les sūtras (rinzō) qui aurait été conçue par le Grand Maître Fu (傅大師, Fu Daishi). Le bâtiment et le rinzō sont classés propriétés culturelle de la ville de Ueda.

### Shōrō
Construite en 1769 dans un mélange de style Zen et wayō (style japonais), le (shōrō) à deux niveaux doté d'un étage inférieur semblable à une robe (de type hakamagoshi) est un des plus grands de la région. La cloche originale datant de l'époque d'Edo a servi de ferraille durant la Seconde Guerre mondiale. L'actuelle cloche a été fondue par Katori Masahiko en 1957.

### Divers
En 1693, des personnalités du district de Shioda décident de posséder des Bouddhas similaires à ceux du pèlerinage de Shikoku, afin d'acquérir le même mérite sans se rendre en pèlerinage à Shikoku. Ils font faire des statues à Kyoto et les distribuent aux divers temples de Shioda. Des quatre-vingt-huit images, sept se trouvent à Anraku-ji. Le temple possède par ailleurs un jeu de seize rakan, également de l'époque d'Edo. 
Une lettre en chinois classique écrite par Rankei Doryū à Shōkoku Isen et montrant l'étroite relation entre eux deux est conservée au temple:
« Cher frère Isen.
J'entends dire qu'il y a des difficultés parmi les prêtres lors de la formation d'été ici à Kenchō-ji. Je te demande s'il te plaît de revenir dès que possible car les choses empirent du fait de ton absence. Examinons ces problèmes face à face. À toi, Rankei »